# Les Aïnous à Yeso
 (juillet 2025).
Pour plus de détails, voir Fiche technique et Distribution.
Les Aïnous à Yeso est un film en noir et blanc tourné le 18 octobre 1897 au Japon, dans les environs de Muroran, à Yéso (aujourd'hui Hokkaidô). Le film nommé Danse religieuse des Aïnos a été projeté le 9 janvier 1898 à Lyon.
Il s'agit d'un plan fixe muet. C'est un court-métrage d'une durée de 41 secondes tourné par François-Constant Girel, opérateur de prises de vue du cinéma (1873-1952). Il fut employé par les frères Lumière.
Le film montre une danse traditionnelle exécutée par quatre hommes. Les Aïnous sont une tribu indigène de Hokkaidō. 